# Pulau Handeuleum
Pulau Handeuleum är en ö i Indonesien. Den ligger i den västra delen av landet, 170 km väster om huvudstaden Jakarta.